# Nowości tygodnia
Nowości tygodnia (ros. Новости недели) – kolaboracyjna gazeta w okupowanym Pskowie pod koniec II wojny światowej
Gazeta wychodziła co tydzień w okupowanym Pskowie od kwietnia/maja 1944 r. Była przeznaczona dla Rosjan przebywających w obozach uchodźczych, którzy przygotowywali się do ewakuacji do Niemiec. Miała tylko jedną stronę. Ukazywała się w nakładzie 1,5 tys. egzemplarzy. Publikowano w niej informacje frontowe i światowe, przedstawione w propagandowy sposób, artykuły i felietony dotyczące sytuacji „wschodnich” robotników przymusowych w Niemczech, w tym ich pisma i wiersze, czy dotyczące zagrożeń związanych z komunizmem. Pismo przestało ukazywać się w lipcu 1944 r., krótko przed odzyskaniem Pskowa przez Armię Czerwoną.